# 夏帽嘎布
夏帽嘎布（Syamukapu，威利转写：zhwa mo dkar po），位于西藏自治区拉萨市城关区八廓北街27号，是一家尼泊尔人经营的具有悠久历史的商店，如今主要销售古玩。

## 简介
八廓的夏帽嘎布并不显眼，其旁边是过去噶厦时期拉萨的监狱朗孜夏。夏帽嘎布的房子与朗孜夏及另一所居民院构成一个“品”字。朗孜夏的台阶下、夏帽嘎布旁边的一小片广场，曾是鞭笞犯人之处。21世纪初，据夏帽嘎布的店主热特那·古玛·吐拉达哈说，夏帽嘎布的房子与朗孜夏建于同一时期，但该一说法无法证实。建筑业有说法：拉萨的老房子，屋墙越厚，历史越久。夏帽嘎布的屋墙不像有500年的厚度。
夏帽嘎布所在的家族生意的创始人叫巴苏然纳·堪萨嘎。他一生都未曾来过西藏，其庞大的产业主要集中在尼泊尔及印度，拉萨的夏帽嘎布仅是其商业系统的一个很小的分支。如今，夏帽嘎布店堂内西墙上仍然挂着巴苏然纳的照片。
热特那·古玛·吐拉达哈的爷爷是巴苏然纳的兄弟。20世纪初，热特那的爷爷将从拉萨收购的羊毛运到尼泊尔出售，然后将交换所得的大米、布匹等物资运回拉萨获利，并创建了西藏第一家羊毛洗涤厂。
在巴苏然纳的支持下，热特那的爷爷在1930年代来到拉萨，买下了大昭寺附近、朗孜夏旁边的一座二层楼房，当起坐商。藏语“夏帽嘎布”意为白帽子（藏语“夏帽”意为帽子，“嘎布”意为白）。因为该店开办当时，很多藏族人记不住他的名字，看到他头戴尼泊尔白帽成天忙于生意，便叫他“夏帽嘎布”。久而久之，店名也由此而成了“夏帽嘎布”。
夏帽嘎布鼎盛时期，经济实力很强，西藏高原第一辆汽车便是夏帽嘎布从中国与尼泊尔交界处的喜玛拉雅山口拖进西藏的。
1930年代至1940年代，八廓十分繁荣，被称为“小香港”。尼泊尔商人在此独领风骚。达氏玛·热特那·土拉德哈1942年初来拉萨，因没有本金，只能先在夏帽嘎布当店员。约1947年前后，他花5000藏元在八廓东街买下一间铺子。据他回忆称，当时八廓东街大部分被尼泊尔商铺占据，连当时名声在外的北京商户也不及尼泊尔商户多。因西藏同尼泊尔之间的亚东口岸、樟木口岸、阿里的口岸开放，尼泊尔人从印度噶伦堡将商品贩到拉萨，在八廓出售印度产的珠宝首饰、罐头、廉价花布，也出售在西藏属稀罕物品的欧美产品，例如瑞士手表、德国相机、法国香水、英国自行车、意大利毛料等等。拉萨的尼泊尔商人还成立了拉萨尼泊尔人商会。
每逢尼泊尔大型传统节日大鄯节期间，在拉萨经商的尼泊尔人均会聚集起来过“巴拉”——相当于中国的新年祭祖。鼎盛时期，在拉萨共同过“巴拉”的尼泊尔人达到100多人。尼泊尔商人通过“巴拉”结成联盟，相当于一种商会。20世纪前叶，拉萨最著名的尼泊尔“巴拉”，其会所设在八廓南街背后的德钦热丹大院，位于夏扎大院对面，如今新建的廓尔喀饭店处，那里原为尼泊尔驻拉萨领事馆。
1951年前后，即中共占领西藏前后，拉萨的尼泊尔商人掀起了第一次大规模撤离浪潮。达氏玛·热特那·土拉德哈和其他一些尼泊尔商人选择留下。但1959年藏区骚乱发生，导致拉萨的尼泊尔商人掀起了第二次大规模撤离浪潮，绝大多数留在拉萨的尼泊尔商人都撤离了。只有达氏玛·热特那·土拉德哈等极少数尼泊尔商人留了下来。
热特那的父亲1942年来到西藏，40多年后回到尼泊尔创办了尼泊尔第一个茶叶生产厂，生意大增，并继续从事中尼互市生意。热特那的父亲从1942年来西藏之后，经历了1951年的中共占领西藏，1959年藏区骚乱及随后的民主改革，1965年西藏自治区成立。热特那的父亲继续做生意，后来其家族发展成为尼泊尔最大的家族企业，企业掌门人还曾在北京受到毛泽东主席接见。
改革开放之后，1983年，热特那也追寻着爷爷与父亲的足迹，从尼泊尔来到拉萨，成为夏帽嘎布的新一代店主。他亲历了改革开放后八廓的变迁。起初，八廓没有自来水，还常停电，下雨时道路泥泞。街上人少，商铺更少，热特那的夏帽嘎布出售的尼泊尔佛像、布匹、披肩等商品因做工精良而颇受欢迎，每年可收入一万多元人民币。当时热特那从尼泊尔购入拉萨少见的摩托车，每次骑摩托车兜风，都会引来拉萨人好奇的目光。
1990年代起，来拉萨旅游的客流飚升，八廓的店铺随之猛增。八廓再度繁荣，成为西藏最知名的商业街后来，国家对以八廓街为中心的拉萨老城区进行大规模改造，通水、电，重新铺设石板路。
2012年时，54岁的热特那与藏族妻子和16岁的小儿子住在夏帽嘎布的楼上，家里有佛堂、客厅、卧室、厨房、餐厅，30岁的大儿子则已结婚生子。热特那的妻子是拉萨本地的藏族人，小儿子被送到四川成都的小学学习。从1983年来拉萨之后，30多年间热特那仅回过尼泊尔一次，家人中只有大哥来拉萨探望过两次。热特那是虔诚的佛教徒。
21世纪初，在八廓仅剩下热特那的夏帽嘎布，以及达氏玛的精品纺织店这两家真正由尼泊尔人开的商铺。如今，夏帽嘎布专营尼泊尔佛像和饰品，热特那主要从事纺织品生意。21世纪初，这两家店的贸易额每年均各有数十万美元。
21世纪初，尼泊尔驻拉萨领事馆早已迁至拉萨西郊，德钦热丹大院也已拆除。德钦热丹的“巴拉”虽已经消失，在八廓的尼泊尔商人也所剩无几，但“巴拉”依旧存在，其中最知名的（或许是拉萨仅存的两个“巴拉”）是位于嘎玛贡桑东侧的“喀擦巴拉”，以及热特那和达氏玛常去的“松阿巴拉”。“松阿巴拉”设在八廓东街的冲赛康市场大楼南侧，一栋黄色的唐卡店背后。如今过“巴拉”的只有热特那、达氏玛等十多个人，而且只有热特那和达氏玛两人是真正自尼泊尔来的，其他人都是本地出生的藏尼结合的后代。

## 延伸阅读
- Deb Shova Kansakar Hilker, Syamukapu:the Lhasa Newars of Kalimpong and Kathmandu, Vajra Publications, 2005